# Bartłomiej Dobroczyński
Bartłomiej Dobroczyński (ur. 1958) – polski psycholog, doktor habilitowany Uniwersytetu Jagiellońskiego, członek Kolegium Interdyscyplinarnego Centrum Etyki Wydziału Filozoficznego UJ.
Jest autorem książek i artykułów m.in. na temat psychologii transpersonalnej, zjawiska New Age, relacji między duchowością a psychiką, a także historii myśli psychologicznej. Jego publikacje można odnaleźć w czasopismach specjalistycznych oraz takich jak „Znak”, „Charaktery”, „LIST”, czy „Tygodnik Powszechny”.
Jego książka New Age została przetłumaczona na język włoski.

## Publikacje[1]
- Czyje jest nasze życie? Kraków: Znak., 2017 (Wraz z Olgą Drendą)
- Od Jekelsa do Witkacego. Psychoanaliza na ziemiach polskich pod zaborami 1900-1918. Wybór tekstów. Kraków: TAiWPN UNIVERSITAS., 2016 (Wraz z Pawłem Dybel)
- Listy profana. Między psychologią a religią. Kraków: Stowarzyszenie LIST, 2010
- Kłopoty z duchowością. Szkice z pogranicza psychologii. Kraków: Zakład Wydawniczy Nomos, 2009
- Historia polskiej myśli psychologicznej. Gałązki z drzewa Psyche. Warszawa: Wydawnictwo Naukowe PWN, 2009. (Wraz z  Teresą Rzepą)
- Idea nieświadomości w polskiej myśli psychologicznej przed Freudem. Kraków: TAiWPN UNIVERSITAS, 2005
- III Rzesza Popkultury i inne stany. Kraków: Znak, 2004
- Orkiestra Klubu Pomocnych Serc czyli Monolog-wodospad Jurka Owsiaka. Kraków: Znak, 1999. (Wraz z Jurkiem Owsiakiem)
- New Age. Il pensiero di una ‘nuova era’. Napoli: Bruno Mondadori, 1997
- New Age. Kraków: Znak, 1997
- Ciemna strona psychiki. Geneza i historia idei nieświadomości. Kraków: Wydawnictwo UJ, 1993